# Louise-Henriette de Bourbon-Conti
Titre
Duchesse d'Orléans
17 décembre 1743 – 9 février 1759
(15 ans, 1 mois et 23 jours)
Signature
Louise-Henriette de Bourbon-Conti, dite Mademoiselle de Conti, est née à Paris le 20 juin 1726 et est morte au Palais-Royal le 9 février 1759. Fille de Louis-Armand de Bourbon-Conti, prince de Conti, et de son épouse Louise-Élisabeth de Bourbon-Condé, petite-fille du roi Louis XIV, elle est princesse du sang. Elle devint duchesse de Chartres, puis ensuite duchesse d'Orléans, par son mariage avec Louis-Philippe d'Orléans. Elle est la future grand-mère du roi des Français Louis-Philippe Ier. 

## Biographie

### Enfance
Louise-Henriette de Bourbon-Conti est née à Paris le 20 juin 1726. Elle est l'unique fille de Louis-Armand de Bourbon-Conti et de Louise-Élisabeth de Bourbon-Condé. Son père est le second fils de François-Louis de Bourbon-Conti, le « Grand Conti », et sa mère est la fille aînée de Louise-Françoise de Bourbon, fille de Louis XIV. En tant que membre de la maison de Bourbon, famille régnante, Louise-Henriette est princesse du sang. Elle portait le surnom de « Mademoiselle de Conti ». 
Son père meurt d'une fluxion à la poitrine en 1727. Ce dernier battait régulièrement la mère de la princesse, qui était séquestrée en son château de L'Isle-Adam. Après le décès de son père, Louis-François de Bourbon-Conti, frère aîné de la jeune fille, devient le sixième prince de Conti. Son frère, duc de Mercœur, meurt en 1730.

### Mariage
L'un des jeunes cousins de Louise-Henriette, Louis-Jean-Marie de Bourbon, duc de Penthièvre, lui avait proposé de l'épouser mais la mère de la princesse lui préféra le duc de Chartres, Louis-Philippe d'Orléans, héritier de la maison d'Orléans. Ainsi, en la chapelle royale du château de Versailles, le 17 décembre 1743, Louise-Henriette épouse son cousin germain. Le père du marié, le très pieu Louis d'Orléans, pensait que la jeune fille élevée dans un couvent serait alors un modèle de vertu. 
Au contraire de la volonté du duc d'Orléans, l'inconduite de la jeune femme suscita un scandale permanent. Les fiançailles eurent lieu la veille de la cérémonie, dans le cabinet du roi, avec un contrat signé par le cardinal de Rohan. Par les multiples scandales qu'elle causa, la duchesse fut désignée comme étant responsable de la rupture du couple. Elle eut de nombreux amants, notamment le comte de Melfort, qu'elle rencontra au château de Saint-Cloud après la naissance de son fils. 
Selon l'historien Jacques Hillairet (source sujette à caution), elle compta parmi ses amants le peintre François Boucher, le roi Louis XV, le prince de Soubise, le duc de Richelieu (ses biographies n'en gardent aucune trace), le maréchal de Saxe, l'abbé de Bernis et le maréchal de Lowendal. Il y eut également des hommes de cour, des hommes de l'armée et du peuple qu'elle allait chercher en travestie dans les jardins du Palais-Royal, qu'elle habitait alors avec son époux, et ouverts au public. 

### Descendance
Le couple ducal mal assorti eut alors trois enfants, dont deux survécurent :
1. Fille non-identifiée (12 ou 13 juillet 1745 - 14 décembre 1745) ;
2. Louis-Philippe d'Orléans, duc de Valois, futur Philippe-Égalité ;
3. Bathilde d'Orléans, « Mademoiselle », épouse du futur prince de Condé.

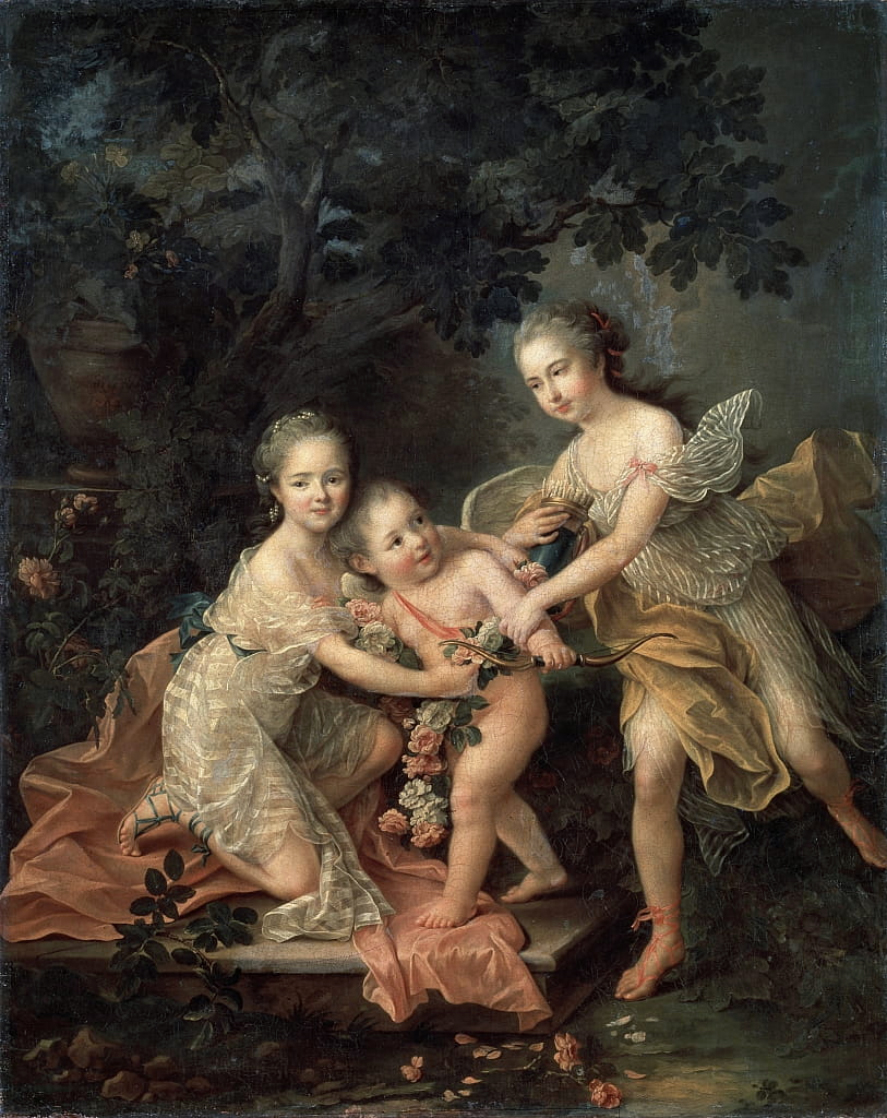
Les Enfants du duc d'Orléans par François-Hubert Drouais, 1762.

On peut lire dans les mémoires de la marquise de Créquy qu'à la mort de la duchesse :

« On trouva dans sa cassette un recueil de satires et d'horribles chansons qu'elle avait composées. Elles ne sauraient être transcrites par la plume d'une autre femme, et surtout d'une femme chrétienne. Je n'en pourrais citer que ce commencement d'un couplet qu'elle adressait à son mari : Monseigneur d'Orléans,/Vos prétendus enfants/Sont l'objet du mépris/De tout Paris! Monseigneur d'Orléans n'a fait qu'en rire, et tous les habitués du Palais-Royal ont pris des copies de ce même recueil de poésie, que la princesse avait intitulé : Mon Testament. »

Ses enfants semblaient croire eux-mêmes qu'ils n'étaient pas les enfants naturels de leur père. Le duc d'Orléans, Louis-Philippe d'Orléans, affirma publiquement lors de la Révolution française qu'il était en réalité le fils d'un valet d'écurie, et il était alors reconnu que son grand-père avait toujours refusé de le considérer comme un membre de la famille. Il écrivit alors à la Commune de Paris sur les inconduites de feue sa mère en demandant à changer de nom. S'ensuivit rapidement un arrêté stipulant que le duc et ses descendants porteraient à présent un nouveau nom : « Égalité ». Le comportement de sa mère permit ainsi au duc de faire oublier son rang. 
Néanmoins, une étude génétique réalisée en 2013 sur plusieurs membres de la maison de Bourbon établit que la ligne patrilinéale était ininterrompue dans la branche d'Orléans de Louis XIII à João d'Orléans-Bragance, prouvant que Louis-Philippe était bien le fils du duc. La baronne d'Oberkirch rapporte d'ailleurs dans ses mémoires que la duchesse de Bourbon : « disait souvent : "J'ai tout de Condé et rien d'Orléans." ». L'entreprise du duc n'était donc pas valable, il était ainsi bien le fils de sa mère.

### Décès

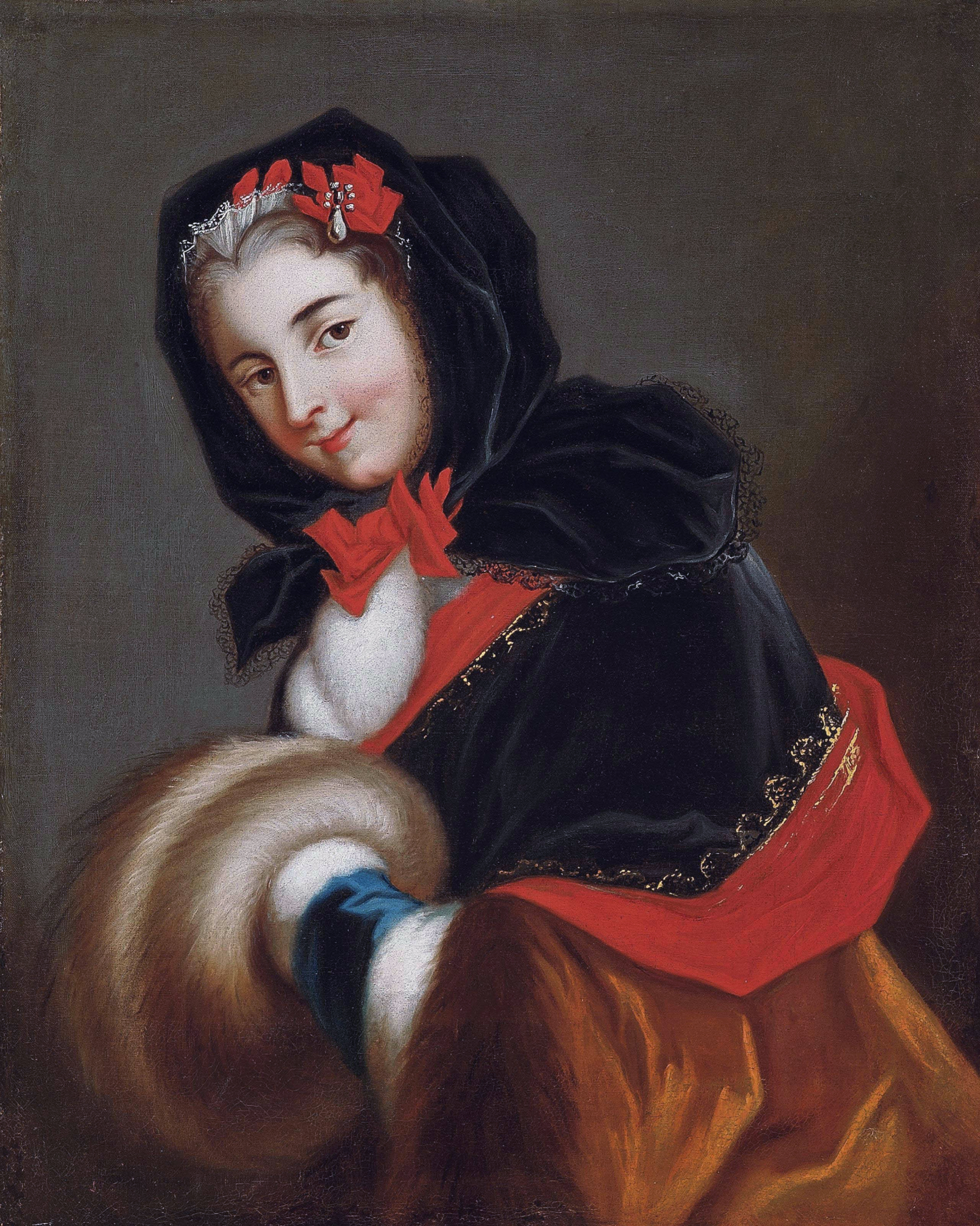
Portrait de Louise-Henriette de Bourbon-Conti, duchesse de Chartres par peintre non-identifié, XVIIIe siècle.

Louise-Henriette de Bourbon-Conti est décédée le 9 février 1759, âgée de trente-deux ans. Elle est morte au Palais-Royal, entourée de son époux et de ses enfants, âgés de huit et onze ans. Après sa mort, son époux eut plusieurs maîtresses puis se remaria avec la marquise de Montesson, mais qui était mariée. Ils se marièrent une fois qu'elle fut veuve. En juin 1759, son fils eut douze ans et il fut introduit auprès du roi Louis XV et de la famille royale. Malgré leur relation plutôt compliquée, le duc fut attristé par son décès. Elle fut enterrée en l'église Notre-Dame du Val-de-Grâce. 

## Titulature
- 20 juin 1726 - 17 décembre 1743 : Son Altesse Sérénissime Louise-Henriette de Bourbon-Conti, Mademoiselle de Conti ;
- 17 décembre 1743 - 4 février 1752 : Son Altesse Sérénissime Madame la duchesse de Chartres ;
- 4 février 1752 - 9 février 1759 : Son Altesse Sérénissime Madame la duchesse d'Orléans.